# Segélyhívó
A Segélyhívó (eredeti cím: Operator) 2015-ben bemutatott amerikai akcióthriller Amariah Olson és Obin Olson rendezésében. A főbb szerepekben Luke Goss, Mischa Barton, Michael Paré és Ving Rhames főszereplésével.
Az Amerikai Egyesült Államokban 2015. november 3-án mutatták be a mozikban. 

## Cselekmény
Pamela „Pam” Miller házas asszony, külön él férjétől, Jeremy Millertől, aki városi rendőr. Pam a 911-es segélyhívó központ operátoraként dolgozik. Van egy közös lányuk, Cassie, akinek a felügyeleti joga egyelőre Pamnél van, amíg hivatalosan el nem válnak. 
Egy nap egy hírhedt bűnöző, Richard elrabolja Cassie-t, és csak azért hívja a 911-et, hogy kapcsolatba lépjen Pammel, akivel el akarja küldetni Jeremy-t bizonyos helyszínekre, ahol aztán megölhetik. Richard nem engedi Pamnek, hogy letegye a telefont, és más bejövő segélyhívásokra válaszoljon; ez azonban fizikai konfliktushoz vezeti egy irodai munkatársával. Jeremy és társa rájönnek, valaki szórakozik velük, miután egy sor szerencsétlenséggel és balesettel találkoznak, eközben Pamtől is kapnak egy sms-t, amiben Cassie elrablását közli.
Végül Jeremy képes megmenteni Cassie-t és kiiktatni Richardot.

## Szereplők
| Szerep               | Színész            | Magyar hang    |
| -------------------- | ------------------ | -------------- |
| Richard              | Ving Rhames        | Bognár Tamás   |
| Jeremy Miller        | Luke Goss          | Bozsó Péter    |
| Pamela Miller        | Mischa Barton      | Bálint Adrienn |
| Howard               | Michael Paré       | Czvetkó Sándor |
| Tony                 | Tony Demil         | Bor László     |
| Cassie               | Riley Bundick      | Prokópius Maja |
| Espinosa rendőrtiszt | Maurice Chevalier  |                |
| Stanton rendőrtiszt  | Walter Hendrix III |                |
| Williams rendőrtiszt | Wendell Kinney     |                |

### Magyar változat
- Magyar szöveg: Berzsenyi Zoltán
- Felvevő hangmérnök: Darvas Bence
- Hangmérnök és vágó: Hegyessy Ákos
- Gyártásvezető: Mészáros Szilvia
- Szinkronrendező: Berzsenyi Márta
- Produkciós vezető: Legény Judit

A szinkront a Laborfilm Szinkronstúdió készítette el.